# Ventosa de Pisuerga
Ventosa de Pisuerga es una pedanía del municipio de Herrera de Pisuerga en la provincia de Palencia, comunidad autónoma de Castilla y León, España. 

## Geografía
Se encuentra situado a 6 km de Herrera de Pisuerga y a 17 km de Osorno la Mayor, en la carretera N-611.
Así lo describía el palentino Sebastián Miñano a principios del siglo XIX: «Situado en una vega larga y deliciosa, por sus frondosas arboledas y por su inmediación al canal y al río Pisuerga, sobre el cual tiene un molino harinero con tres piedras y una tahona. Tiene una parroquia y dos ermitas. En su dilatado y fértil terreno se coge abundancia de todo enero de granos, yeros, legumbres, buen lino y vino, se crían 1200 cabeza de ganado lanar, y en el invierno vienen al abrigo de sus valles y espesos montes varias manadas de Carrión y otros pueblos. Dos tejedores de lienzos y dos maestros de herrería. En la ermita arruinada de San Lorenzo hay otro molino sobre el canal.»

## Historia
En 1352 en el Becerro de las Behetrías aparece formando mancomunidad con Villaneceriel, Hinojal, Herrera y Barrialba, por eso pechaba tributos con los de Herrera. 
Este era una localidad que formaba parte del Partido de Villadiego en su categoría de "pueblos solos", uno de los catorce que formaban la Intendencia de Burgos, durante el periodo comprendido entre 1785 y 1833, en el Censo de Floridablanca de 1787, jurisdicción de señorío siendo su titular el Duque de Frías.
A la caída del Antiguo Régimen, la localidad se constituye en municipio constitucional conocido entonces como Ventosa del Río Pisuerga y que en el censo de 1842 contaba con 43 hogares y 224 vecinos. 
Ventosa de Pisuerga fue municipio independiente hasta 1973. Ese año se decretó su anexión al municipio de Herrera de Pisuerga.

## Geografía humana

### Demografía
| Gráfica de evolución demográfica de Ventosa de Pisuerga entre 1842 y 1970 |
| |
| Población de derecho según los censos de población del INE Población de hecho según los censos de población del INEEn este censo se denominaba Ventosa del Río Pisuerga: 1842 En este censo se denominaba Ventosa de Río Pisuerga: 1857 Entre el censo de 1981 y el anterior, este municipio desaparece porque se integra en el municipio 34083 (Herrera de Pisuerga) |

Evolución de la población en el siglo XXI
| Gráfica de evolución demográfica de Venta de Pisuerga entre 2000 y 2020 |
|                                                                         |
| Población de derecho (2000-2020) según el padrón municipal del INE      |

## Patrimonio
- La iglesia de San Miguel Arcángel. Pertenece a comienzos del siglo XVI, de estilo gótico tardío, con bóvedas estrelladas y de terceletes. Una reciente y desacertada restauración de la torre para convertirla en almenada, dio al traste con su traza original. Merece la pena visitar el retablo gótico de San Lorenzo, que data de finales del siglo XV y cuya acertada restauración finalizó en 2013.

## Turismo
El río Pisuerga, el Canal del Pisuerga y el canal de Castilla fluyen por esta localidad, rodeados de frescas choperas, sus aguas son ideales para pescar cangrejos.
Junto al Canal existió hasta hace unos años una casa del esclusero donde vivía con su familia, encargándose de la esclusa número ocho. Igualmente en el lugar se construyó el primer molino harinero del Canal. Hoy ambos edificios han desaparecido. El tiempo y la desidia, además de la responsabilidad de la Confederación Hidrográfica del Duero, dieron al traste con ellos, solamente se conserva en el lugar el viejo puente que une ambas orillas.

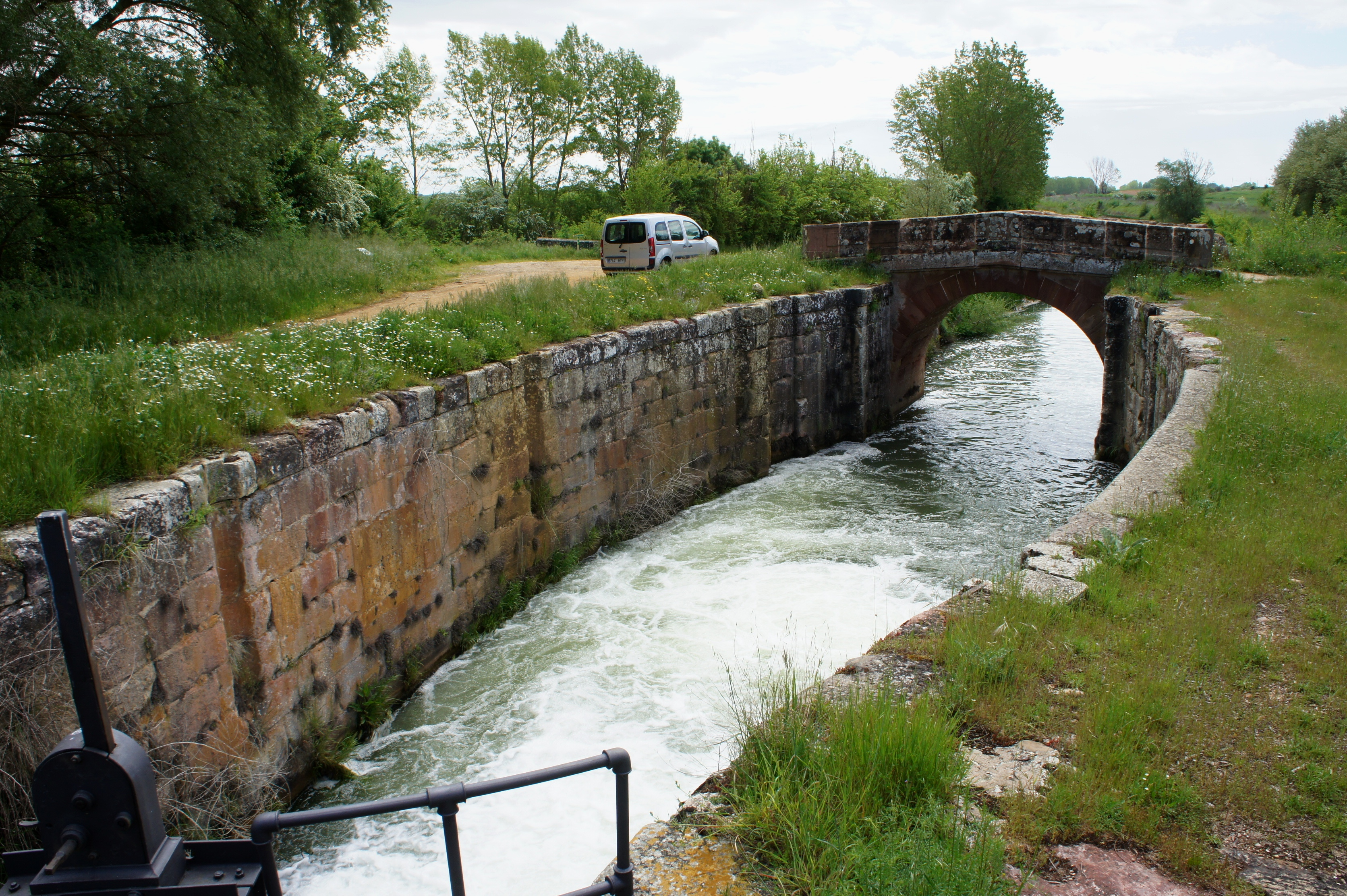
Canal de Castilla. Esclusa n.º 8

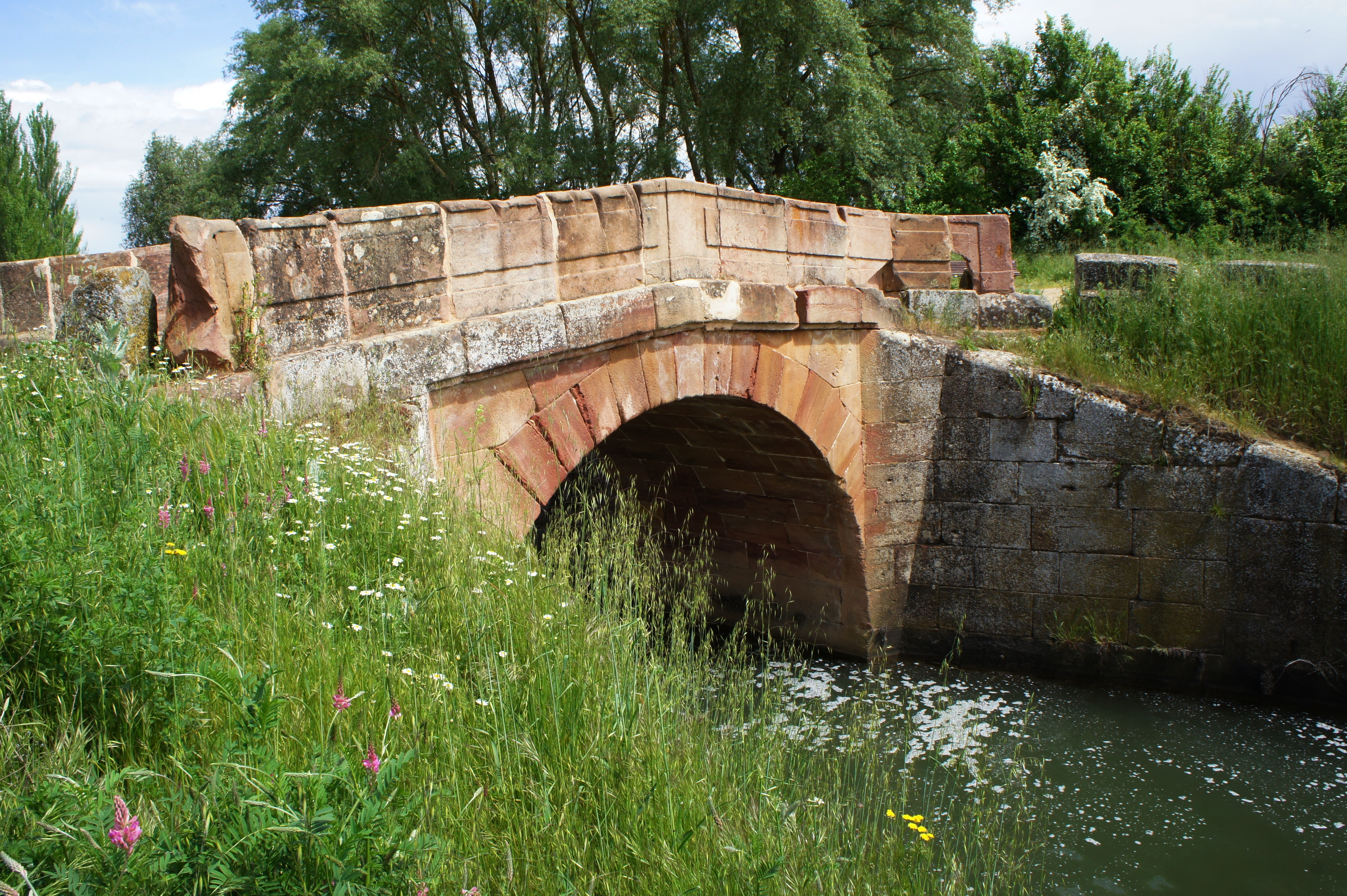
Puente de la esclusa n.º 8

## Festividades
Ventosa celebra sus fiestas patronales cada 29 de septiembre, en honor a San Miguel. También se celebra la fiesta de San Roque el 16 de agosto, cuya ermita se encuentra situada en las eras. En verano se celebra la «Fiesta del Veraneante» a mediados de agosto.